# بریتانیای کوچک (مجموعه تلویزیونی)
بریتانیای کوچک (انگلیسی: Little Britain) یک مجموعهٔ رادیویی و تلویزیونی کمدی بریتانیایی است که نسخهٔ رادیویی‌اش در سال ۲۰۰۰ و نسخهٔ تلویزیونی‌اش در سال ۲۰۰۳ منتشر شد.

## بازیگران
- تام بیکر (راوی)
- دیوید ویلیامز
- مت لوکاس
- آنتونی هد
- روث جونز
- پل پاتنر
- فیلیپ جکسون
- روث ماداک